# Ptinus extendus
Ptinus extendus là một loài bọ cánh cứng trong họ Ptinidae. Loài này được Smith miêu tả khoa học năm 1968.